# Économie de la Côte-d'Or
L'économie de la Côte-d'Or est la trente-troisième économie départementale française, avec un peu moins de 1 % du PIB national. Elle est la première économie de Bourgogne avec près de 38 % du PIB régional.

## Données générales
En 2005, la Côte-d'Or présente un PIB de 14 534 millions d'euros, ce qui la place au trente-troisième rang départemental. Son PIB par habitant est de 28 139 euros, soit le 10e rang départemental ; à la même année, le PIB moyen par habitant français est de 27 289 euros, soit légèrement inférieur de 3 %.
Le taux de chômage en Côte-d'Or est de 6,5 % en 2008.

### Répartition de la population active
| \| Profession \| Nombre \| Effectif en % \| dont femmes en % \| dont salariés en % \| \| ------------------------------------------------------------ \| ------- \| ------------- \| ---------------- \| ------------------ \| \| Agriculture \| 9 442 \| 4,1 \| 28,2 \| 44,1 \| \| Industrie \| 34 226 \| 14,8 \| 29,8 \| 94,7 \| \| Construction \| 15 752 \| 6,8 \| 9,9 \| 80,7 \| \| Commerce, transports, services divers \| 96 949 \| 42,0 \| 47,3 \| 88,9 \| \| Administration publique, enseignement, santé, action sociale \| 74 439 \| 32,3 \| 66,7 \| 96,2 \| \| Ensemble \| 230 808 \| 100,0 \| 47,6 \| 89,7 \| |         |               |                  |                    |
| Emplois selon le secteur d'activité en 2008 |         |               |                  |                    |
| Profession | Nombre  | Effectif en % | dont femmes en % | dont salariés en % |
| Agriculture | 9 442   | 4,1           | 28,2             | 44,1               |
| Industrie | 34 226  | 14,8          | 29,8             | 94,7               |
| Construction | 15 752  | 6,8           | 9,9              | 80,7               |
| Commerce, transports, services divers | 96 949  | 42,0          | 47,3             | 88,9               |
| Administration publique, enseignement, santé, action sociale | 74 439  | 32,3          | 66,7             | 96,2               |
| Ensemble | 230 808 | 100,0         | 47,6             | 89,7               |